# Netzwerk Fertiprotekt
Das Netzwerk Fertiprotekt (Eigenschreibweise FertiPROTEKT) ist eine 2006 in Deutschland von Michael von Wolff und Markus Montag zusammen mit deutschen universitären reproduktionsmedizinischen Zentren in Heidelberg gegründete Kooperation von universitären Zentren, Kliniken und Praxen. Das Netzwerk ist inzwischen auf den gesamten deutschsprachigen Raum ausgeweitet worden und vereint derzeit circa 150 Einrichtungen aus Deutschland, Österreich und der Schweiz.
Seit dem 10. November 2015 ist es ein eingetragener Verein.

## Ziele
Ziel des Netzwerks ist, Frauen und Männern vor und nach einer Chemo- oder Strahlentherapie sowie anderen fertilitätsdestruierenden Therapien die Möglichkeit zu bieten, sich nach wissenschaftlichen Erkenntnissen hinsichtlich ihrer Fruchtbarkeit beraten und gegebenenfalls Maßnahmen zum Schutz ihrer Fruchtbarkeit durchführen zu lassen. Dabei ist die Beratung zu und die Durchführung von fertilitätserhaltenden Maßnahmen entsprechend dem Kodex des Netzwerks nicht profitorientiert. Im Fokus stehen dabei Krebserkrankungen, aber auch rheumatische Erkrankungen, Endometriose, genetische und metabolische Erkrankungen sowie geschlechtsangleichende Therapien.

## Hintergründe
Durch die heute deutlich besseren Heilungschancen bei Krebserkrankungen kommt der Lebensqualität nach einer überstandenen Behandlung der Erkrankung zunehmende Bedeutung zu. Dabei nehmen die Ängste um den Erhalt der Fruchtbarkeit bei jungen Männern und Frauen einen wichtigen Raum ein. Die häufigsten Krebsarten, die im Alter unter 40 Jahren diagnostiziert werden, sind Brustkrebs, Hodgkin-Lymphome, Non-Hodgkin-Lymphome, Sarkome und Leukämien. Eines der größten Probleme bei Frauen und Männern, die sich einer Chemotherapie oder Strahlentherapie unterziehen mussten, ist die vorzeitige ovarielle Erschöpfung (prämature ovarielle Insuffizienz) bzw. die Störung der Spermienbildung durch eine dauerhafte Schädigung des Hodengewebes und die damit verbundene Infertilität. Aufgrund der Fortschritte in der Reproduktionsmedizin stehen inzwischen eine Vielzahl von fertilitätsprotektiven, also die Fruchtbarkeit schützende Methoden zur Verfügung.
Zu den Techniken gehören die Gabe von GnRH-Agonisten, die ovarielle Stimulation mit der Kryokonservierung von fertilisierten oder unfertilisierten Oozyten, die Kryokonservierung von Ovargewebe und bei Männern die Kryokonservierung von Spermien und Hodengewebe. Auch eine Verlagerung der Eierstöcke aus dem kleinen Becken (Ovartransposition) zum Schutz vor Schädigungen durch eine Strahlentherapie ist möglich.

## Aktivitäten
Das Netzwerk FertiPROTEKT hat internationale Pionierarbeit in mehreren Bereichen geleistet:
- Es wurden nationale, flächendeckende Versorgungsstrukturen im Bereich der Fertilitätsprotektion geschaffen, die für andere Länder als Vorbild gelten.[5]
- Behandlungsempfehlungen wurden erarbeitet, die eine einheitliche und wissenschaftliche Vorgehensweise ermöglichen.[3][4][6]
- Es wurde die sogenannte Lutealphasenstimulation eingeführt, die den Beginn einer Hormonstimulation zur Gewinnung von Eizellen zu jedem Zeitpunkt des Menstruationszyklus erlaubt. Damit wird die Durchführung einer Eizellgewinnung zeitlich deutlich verkürzt und eine Chemotherapie kann früher gestartet werden.[7] Basierend auf der Lutealphasenstimulation wurde die Doppelstimulation (DuoStim) und die die Progestin primed ovarian stimulation (PPOS) entwickelt.
- Die Kombination einer Entnahme von Eierstockgewebe zur Kryokonservierung, direkt gefolgt von einer Hormonstimulation zur Gewinnung von Eizellen wurde erstmals durch Zentren des Netzwerks durchgeführt. Diese Technik erlaubt eine deutliche Erhöhung der Geburtenchance.[8]
- Die erste Geburt nach einer Transplantation von Ovargewebe, welches nach der Entnahme per Übernacht-Transport in eine zentrale Kryobank transportiert wurde, wurde vom Netzwerk erzielt. Dadurch wurde bewiesen, dass entnommenes Eierstockgewebe in spezialisierten Zentren zentral aufbereitet und gelagert werden kann.[9][10]
- Es wurde 2016 ein Praxisratgeber zur Indikation und Durchführung fertilitätsprotektiver Maßnahmen bei onkologischen und nicht-onkologischen Erkrankungen publiziert. 2020 erschien die erweiterte 2. Auflage[6], die auch in englischer Sprache 2020 im Springer-Verlag publiziert wurde.[11]

Auch haben Mitglieder von FertiPROTEKT wesentlich an der Einführung der Kostenübernahme fertilitätsprotektiver Maßnahmen in Deutschland und der Schweiz (2019) beigetragen.
Arbeitstagungen des Netzwerks werden jährlich durchgeführt. Die beteiligten Zentren sind verpflichtet, regelmäßig an diesen Jahrestagungen teilzunehmen.

## Probleme
Einige Maßnahmen, wie die Kryokonservierung von Oozyten und Ovargewebe bei Frauen und von Spermien und Hodengewebe bei Männern vor Chemotherapien sind etabliert. Die Transplantation von Ovargewebe ist noch nicht vollständig etabliert, bei Kindern ist die Kryokonservierung von Ovargewebe und von Hodengewebe noch experimentell.